# 越王井
越王井是廣州市內的一口古井，位于越秀區应元路西端，廣東省科學館大院內。井口直径2.1米，井身全部石砌，现存井盖残石及“九眼古井”石碑，于1983年12月被公布为广州市文物保护单位。

## 历史
根据屈大均《广东新语》记载，越王井是南越国开国君主赵佗开凿。
五代南汉君主刘龑独占该井，称玉龙泉，并禁止平民打水。北宋苏东坡在写给故人的信中称：广州的满城百姓都喜欢饮该井的水，只有官员及有势力的人才能饮用。清朝初年尚可喜独占该井10年，在四周筑起围墙派兵驻守，还铁出告示：有私汲井水者，鞭挞四十。
但历史上绝大部分时间都对普通市民开放。明朝天顺年间列为广州十大名泉之一（排名第八）。宋朝时为方便市民打水，加盖了九孔的石井盖，所以越王井也称九眼井。清朝道光年间，因民居离井太近，而且街渠不畅，污水经常流入井中，水质慢慢变差。到20世纪50年代仍有居民饮用井水，60年代后逐渐失去飲用功能。现时越王井附近有清泉街。

## 附近
- 越秀公園
- 粵秀山體育場
- 廣東省科學館
- 中山紀念堂
- 廣東省人民政府
- 廣東大廈